# Moonage Daydream
Moonage Daydream è un brano musicale scritto dall'artista inglese David Bowie e pubblicato come 45 giri il 7 maggio 1971 sotto lo pseudonimo The Arnold Corns.
Citata da Trevor Bolder, Mick Woodmansey e dal produttore Ken Scott come la migliore traccia dell'album The Rise and Fall of Ziggy Stardust and the Spiders from Mars del 1972, al quale rimane inevitabilmente legata, Moonage Daydream venne incisa in una versione differente per questo singolo circa un anno prima.
Nel 2002 il brano ha dato il titolo al libro fotografico Moonage Daydream: The Life And Times Of Ziggy Stardust pubblicato da Mick Rock, autore dei primi videoclip di David Bowie, che documenta attraverso centinaia di scatti gli anni della cosiddetta "Ziggymania", ovvero il biennio 1972-73.

## Tracce
1. Moonage Daydream (David Bowie) - 3:52
2. Hang On to Yourself (David Bowie) - 2:51

## Formazione
- David Bowie - voce, pianoforte
- Mark Carr Pritchard - chitarra elettrica
- Polak de Somogyl - basso
- James Ralph St. Laurent Broadbent - batteria

Versione di The Rise and Fall of Ziggy Stardust and the Spiders from Mars
- David Bowie - voce, chitarra acustica, sax baritono
- Mick Ronson - chitarra elettrica, pianoforte
- Trevor Bolder - basso
- Mick Woodmansey - batteria

## Il brano
Nell'aprile 1971, rientrato dal viaggio negli Stati Uniti per promuovere The Man Who Sold the World, David Bowie decise di registrare alcune canzoni che aveva scritto, tra cui Moonage Daydream e Hang On to Yourself. Il gruppo che lo accompagnava, The Hype, si era appena sciolto e per i nuovi brani decise di coinvolgere una band studentesca di Dulwich chiamata Runk, formata dal chitarrista Mark Carr Pritchard, il bassista Polak de Somogyl e il batterista James Ralph St. Laurent Broadbent. Il general manager della Chrysalis Records, Bob Grace, propose di far uscire i due brani su 45 giri per recuperare le spese di registrazione e per aggirare il contratto che legava David alla Mercury Records venne deciso di farlo sotto falso nome.
Nacque così la band fittizia The Arnold Corns nella quale venne coinvolto anche Freddie Burretti, diciannovenne disegnatore di moda che David aveva conosciuto al Sombrero, il locale gay più alla moda di Londra in quel periodo. Burretti venne introdotto nell'entourage del cantante, rinominato "Rudi Valentin" e presentato come voce solista del gruppo, sebbene non avesse mai partecipato alle sessioni.
Il ponderoso arrangiamento di Moonage Daydream e il tentativo di Bowie di dare alla sua interpretazione vocale un tono da rock 'n' roll americano rendevano questa versione ancora lontana da quella che avrebbe rappresentato la chiave di volta di The Rise and Fall of Ziggy Stardust and the Spiders from Mars, in cui il folgorante attacco della chitarra elettrica di Mick Ronson si inserisce sulla dissolvenza di Soul Love. Ziggy fa finalmente la sua comparsa e l'ascoltatore viene immerso nell'intreccio di sesso e fantascienza surreale che occupa la parte centrale dell'album dal messia androgino venuto dallo spazio, sospeso tra le radici del rock e il destino dell'umanità.
La presenza di molti "americanismi" come ‘lectric o rock ‘n‘ rollin‘ e frasi come "busting up my brains" ("mi sto friggendo il cervello") o "lay the real thing on me" ("offriti a me completamente") tengono il brano in linea con l'orientamento dell'intero album, immerso nell'idioma del rock statunitense, e la presentazione stessa di Ziggy fa riferimento a pionieri del rock americano come Bill Haley che nel 1956 aveva portato al successo See You Later Alligator:
Secondo il produttore Ken Scott, il break strumentale suonato da sax baritono e pennywhistle nella parte centrale del brano deriverebbe dall'infanzia di David: «L'aveva ascoltato su un vecchio disco dei Coasters, gli era piaciuto il tipo di sonorità e gli aveva chiarito le idee sul risultato che intendeva ottenere». In un paio di interviste successive, Bowie ha dichiarato che in realtà l'ispirazione gli era venuta da Shoe Know a Lot About Love degli Hollywood Argyles, lato B del 45 giri Alley Oop del 1960. L'idea dell'effetto phaser con cui venne trattata l'orchestrazione della sezione archi di Mick Ronson nella dissolvenza finale venne invece a Ken Scott in fase di missaggio.

### Il lato B
Anche Hang On to Yourself venne incisa come parte del progetto Arnold Corns, in una versione differente da quella che sarebbe stata poi inclusa in The Rise and Fall of Ziggy Stardust and the Spiders from Mars. La versione originale aveva un ritmo piuttosto enfatico e un arrangiamento per chitarra e tamburello un po' arrancante, mentre il testo non conteneva ancora nessuno degli accenni alle performance sul palco, alle groupies o agli Spiders presenti in quella dell'album.
Il brano sarebbe stato ripubblicato su 45 giri altre tre volte nel 1972, nella forma originaria come lato A (e con il titolo Hang Onto Yourself), e nella versione più famosa come lato B di John, I'm Only Dancing e dell'edizione di The Jean Genie uscita in Italia, Francia e Jugoslavia.

## Registrazione
Le versioni Arnold Corns di Moonage Daydream e Hang On to Yourself vennero registrate nell'aprile 1971 presso gli studi di Radio Luxembourg, mentre quelle di Ziggy Stardust furono tra le prime tracce dell'album ad essere incise nei Trident Studios, agli inizi di novembre dello stesso anno.

## Uscita e accoglienza
Il singolo venne pubblicato il 7 maggio 1971 dalla B&C Records nel Regno Unito e nei Paesi Bassi, senza alcun impatto commerciale.

## Moonage Daydreamdal vivo
Moonage Daydream ha rappresentato un classico nei concerti dello Ziggy Stardust Tour 1972 e dell'Aladdin Sane Tour 1973, nel corso dei quali Bowie presentava spesso la canzone come "scritta dallo stesso Ziggy".
In occasione di una delle prime date dello Ziggy Stardust Tour fu anche girato un video diretto da Mick Rock e rimasto inedito. «È stato il primo video al quale ho lavorato con David», ricordava il fotografo nel 1998, «Si trattava di un collage di spezzoni ripresi dal vivo. Non ricordo che sia mai stato mostrato in pubblico...»
Dopo il Diamond Dogs Tour 1974 il brano sparì dai concerti fino all'Outside Tour 1995-96 e in seguito è stato ripreso durante l'Earthling Tour 1997 e l'Heathen Tour 2002.
Tra le esibizioni "estemporanee":
- 16 maggio 1972: sessione BBC per il programma Sounds of the 70s di John Peel, trasmesso il 25 luglio.
- 19 febbraio 1996: BRIT Awards, Earls Court Exhibition Centre di Londra. Nell'occasione Bowie venne premiato da Tony Blair per il contributo alla musica britannica.
- 22 giugno 1996: Rockpalast Festival di Loreley, trasmesso dalla televisione tedesca.
- 18 luglio 1996: Phoenix Festival di Stratford, trasmesso da ITV in Gran Bretagna.
- 9 gennaio 1997: Birthday Benefit Concert, Madison Square Garden di New York.
- 15 ottobre 1997: GQ Men of the Year Awards, trasmessi da VH1 negli Stati Uniti.

Mick Ronson ha eseguito Moonage Daydream nel suo repertorio da solista per tutti gli anni settanta, mentre una versione dal vivo degli Spiders from Mars dedicata al chitarrista, scomparso il 29 aprile 1993, è stata inclusa nell'album Mick Ronson Memorial Concert registrato nel 1994 e pubblicato nel 2001. Oltre che da Trevor Bolder e Mick Woodmansey, per l'occasione gli Spiders erano formati da Joe Elliott e Phil Collen, voce e chitarra dei Def Leppard, e dal chitarrista Bill Nelson.

## Pubblicazioni successive
La versione Arnold Corns di Moonage Daydream è presente come traccia bonus nella riedizione di The Man Who Sold the World del 1990, nel bonus disc di quella di Ziggy Stardust del 2002 e nel CD Re:Call 1, uscito con il box set Five Years (1969-1973) nel 2015.
Oltre che in un EP pubblicato nel 1973 negli Stati Uniti, che comprendeva anche Space Oddity, Life on Mars? e It Ain't Easy, la versione più conosciuta del brano si trova nelle seguenti raccolte e album live:
- Best Deluxe (1973, uscito in Giappone)
- David Live (1974)
- Ziggy Stardust - The Motion Picture (1983)
- Sound + Vision (1989)
- Bowie at the Beeb (2000)
- Best of Bowie (2002, edizione statunitense)
- Live Santa Monica '72 (2008)
- Nothing Has Changed (2014)

Nel CD singolo di Hallo Spaceboy (1996) è presente la performance del 13 dicembre 1995 al National Exhibition Centre di Birmingham.
Moonage Daydream è inclusa nella colonna sonora del film Guardiani della Galassia del 2014.

## Cover
Molti artisti hanno inciso nel corso degli anni una cover di Moonage Daydream, sempre nella versione di Ziggy Stardust:
- i Racer X in Second Heat del 1987
- i 10,000 Maniacs nel CD singolo These Are Days del 1992 (medley con Starman)
- i Warrior Soul nel maxi CD (Love Is) The Drug del 1995
- i Cienfuegos nell'album eponimo del 1997
- i Duraluxe in Rock Music W/Singing del 1997
- Mike Scott nel CD singolo Love Anyway del 1997 (medley con King Electric)
- gli israeliani Eifo HaYeled nella raccolta Misheu Shomea Oti del 1998
- Dave Cloud in Songs I Will Always Sing del 1999
- gli Zen Guerrilla in Trance States in Tongues del 1999
- i Sexy Sadie in Odd Tracks Out! del 2000
- Patti Rothberg in Candelabra Cadabra del 2001
- gli Snatches of Pink in Hyena del 2001
- The Chameleons in This Never Ending Now del 2002
- i Sinopoli in The Eyes Never Lie del 2002
- gli L.A. Guns in Rips the Covers Off del 2004
- i Professional Murder Music in De Profundis del 2005
- gli Highschool Sweethearts in Heels N Wheels del 2005
- gli He's My Brother She's My Sister nell'EP eponimo del 2010
- i Jambi's Revenge in Origins del 2010 (digital release)
- i Brazzaville in Jetlag Poetry del 2011

Altre cover che si trovano in album tributo o compilation di artisti vari includono quelle di:
- J. Hell in Crash Course for the Ravers: A Tribute to the Songs of David Bowie del 1996
- i Terrorvision in Long Live Tibet del 1997
- Timothy Moldrey in The Dark Side of David Bowie del 1997
- i Pillbox in Blockbuster: A 70's Glitter Glam Rock Experience del 2000
- i Cybernauts in Cybernauts Live del 2000
- Ann Magnuson in Listen and Learn With Vibro-Phonic del 2000
- Wendy Ip in Spiders from Venus: Indie Women Artists and Female-Fronted Bands Cover David Bowie del 2004
- Danny Michel in Loving The Alien: Danny Michel Sings The Songs Of David Bowie del 2004
- i Mars Needs Women e The Dennis Dunaway Project, entrambi in Hero - The MainMan Records Tribute to David Bowie del 2007
- i Low Vs Diamond in The Saturday Sessions - The Dermot O'Leary Show del 2007
- Techno Cowboy in The Ziggy Stardust Omnichord Album del 2009
- i Lipstick Traces in We Were So Turned On: A Tribute To David Bowie del 2010
- The TomorrowMen in Ziggy Played Surf Guitar del 2011
- i PS I Love You in Paper Bag Records Vs. The Rise and Fall of Ziggy Stardust and the Spiders from Mars del 2012
- i Boy Hits Cars in A Salute to the Thin White Duke - The Songs of David Bowie del 2015
- i Murder By Death in As You Wish - Kickstarter Covers - Volume 2  del 2015 (digital release)